# Pie-grièche de Sao Tomé
Lanius newtoni
Espèce
Statut de conservation UICN

 CR C2a(ii) : 
En danger critique
La Pie-grièche de Sao Tomé (Lanius newtoni) est une espèce de passereaux endémique de l'île de São Tomé. Connue uniquement par des observations faites en 1888 et 1928, elle est redécouverte en 1990. Depuis, quelques individus ont été observés régulièrement suggérant une population très faible. Son nom commémore le naturaliste portugais, le colonel Francisco Newton (pt) (1864-1909).